# Amo Bek-Nazarov
Pour les articles homonymes, voir Bek.
Amo Bek-Nazarov, Amo ou Hamo Bek-Nazaryan (en arménien Համո Բեկնազարյան ; en russe Амо Бек-Назаров), né le 19 mai 1891 à Erevan (Empire russe) et mort le 27 avril 1965 à Moscou (URSS), est un acteur et un réalisateur arménien et soviétique. Il est considéré comme le pionnier du cinéma arménien,,.

## Biographie
Sa carrière commence dans les studios de Grigori Libken (ru) à Iaroslavl en 1914. En 1915, il travaille pour la société cinématographique d'Alexandre Khanjonkov. À l'époque de la Première Guerre mondiale, il apparait dans plusieurs films muets. En 1918, il obtient le diplôme de Institut de commerce de Moscou. En 1920-1921, il est successivement acteur de la section musicale de Mossoviet, de la Maison du peuple de Kharkiv et du Théâtre national Roustavéli. Il est l'un des fondateurs, en 1921, de la section cinématographique du Commissariat du Peuple à l'éducation de Georgie, à l'origine des studios Kartuli Pilmi. En 1925, il réalise Namus, l'adaptation du roman d'Alexander Shirvanzade qui dénonce rites et coutumes despotiques des familles caucasiennes. En 1929, Amo Bek-Nazarov arrive à Bakou pour soutenir le cinéma azerbaïdjanais et avec La Maison sur le volcan réalise l’un des premiers films consacrés au prolétariat multinational. En 1935, il signe le premier film parlant géorgien Pepo (en) d'après la pièce de théâtre de Gabriel Sundukian. Le prix Staline lui est attribué en 1941, pour Zangezur, consacré à l'implantation du régime communiste en Arménie. Sa performance dans le drame historique David Bek est récompensée par un ordre du Drapeau rouge du Travail. Il est également lauréat de l'ordre de Lénine, et de l'ordre de l’Étoile rouge.
Mort le 27 avril 1965, le cinéaste est enterré au Cimetière arménien de Moscou.

## Filmographie partielle
- 1922 : Suramis tsikhe (სურამის ციხე) d'Ivan Perestiani
- 1923 : Patricide
- 1924 : Les Trésors perdus (Dakarguli saundje)
- 1925 : L'Honneur (Namus) (Նամուսը)[1]
- 1926 : Natela
- 1926 : Chor et Chorchor
- 1929 : La Maison sur le volcan
- 1935 : Pepo (ru) (Пэпо)
- 1937 : Zanguezour (Զանգեզուր)
- 1944 : David Bek (Դավիթ-Բեկ), film sur David Bek héros arménien
- 1947 : Anaït